# Thomaskantor

Le Thomaskantor est le nom donné au directeur artistique du chœur de l'église Saint-Thomas de Leipzig créé en 1212. Il est nommé par le conseil municipal de la ville de Leipzig en Allemagne et a pour responsabilité la direction des services hebdomadaires appelés motets, des services dominicaux et autres de l'église Saint-Thomas de Leipzig.
Johann Sebastian Bach est le plus célèbre des Thomaskantor, poste qu'il a tenu de 1723 à 1750. Il était responsable de la musique des quatre principales églises de Leipzig. À son époque, les responsabilités attachées à sa charge s'étendaient au-delà du domaine musical : lui et ses prédécesseurs devaient par exemple également enseigner le latin.

## Liste
|  | Nom (dates) | Période   | Remarque                                                                   |
|  | --- | --------- | -------------------------------------------------------------------------- |
|  | Georg Rhau * c. 1488 à Eisfeld mort le 6 août 1548 à Wittenberg                                                                       | 1518–1520 |                                                                            |
|  | Johannes Galliculus * c. 1490 à Dresde mort c. 1550 à Leipzig                                                                         | 1520–1525 |                                                                            |
|  | Valerian Hüffeler | 1526–1530 |                                                                            |
|  | Johannes Hermann né en 1515 à Zittau mort le 22 avril 1593 à Freiberg                                                                 | 1531–1536 |                                                                            |
|  | Wolfgang Jünger né c. 1517 à Sayda mort le 4 mars 1564 à Großschirma                                                                  | 1536–1539 |                                                                            |
|  | Johannes Bruckner | 1539–1540 |                                                                            |
|  | Ulrich Lange mort en 1549 à Leipzig                                                                                                   | 1540–1549 |                                                                            |
|  | Wolfgang Figulus né c. 1525 à Naumbourg (Saale) mort en 1589 à Meißen                                                                 | 1549–1551 |                                                                            |
|  | Melchior Heger né à Brüx (aujourd'hui: Most)                                                                                          | 1553–1564 |                                                                            |
|  | Valentin Otto né en 1529 à Markkleeberg mort en avril 1594                                                                            | 1564–1594 |                                                                            |
|  | Sethus Calvisius né le 21 février 1556 à Gorsleben mort le 24 novembre 1615 à Leipzig                                                 | 1594–1615 |                                                                            |
|  | Johann Hermann Schein né le 20 janvier 1586 à Grünhain mort le 19 novembre 1630 à Leipzig                                             | 1615–1630 |                                                                            |
|  | Tobias Michael né le 13 juin 1592 à Dresde mort le 6 juin 1657 à Leipzig                                                              | 1631–1657 |                                                                            |
|  | Sebastian Knüpfer né le 6 septembre 1633 à Asch mort le 10 octobre 1676 à Leipzig                                                     | 1657–1676 |                                                                            |
|  | Johann Schelle né le 6 septembre 1648 à Geising mort le 10 mars 1701 à Leipzig                                                        | 1677–1701 |                                                                            |
|  | Johann Kuhnau né le 6 avril 1660 à Geising mort le 5 juin 1722 à Leipzig                                                              | 1701–1722 |                                                                            |
|  | Johann Sebastian Bach né le 21 mars 1685 à Eisenach mort le 28 juillet 1750 à Leipzig                                                 | 1723–1750 |                                                                            |
|  | Johann Gottlob Harrer né en 1703 à Görlitz mort le 9 juillet 1755 à Karlsbad                                                          | 1750–1755 |                                                                            |
|  | Johann Friedrich Doles né le 23 avril 1715 à Steinbach-Hallenberg mort le 8 février 1797 à Leipzig                                    | 1756–1789 |                                                                            |
|  | Johann Adam Hiller né le 25 décembre 1728 à Wendisch-Ossig (aujourd'hui Osiek Łużycki) près de Görlitz mort le 16 juin 1804 à Leipzig | 1789–1801 | Hiller fut chef de l'Orchestre du Gewandhaus de Leipzig de 1781 à 1785.    |
|  | August Eberhard Müller né le 13 décembre 1767 à Northeim mort le 3 décembre 1817 à Weimar                                             | 1801–1810 | Müller fut directeur du Théâtre national allemand à Weimar de 1810 à 1817. |
|  | Johann Gottfried Schicht né le 29 septembre 1753 à Reichenau (Sachsen) mort le 16 février 1823 à Leipzig                              | 1810–1823 |                                                                            |
|  | Christian Theodor Weinlig né le 25 juillet 1780 à Dresde mort el 7 mars 1842 à Leipzig                                                | 1823–1842 | Weinlig fut Kreuzkantor de Dresde de 1814 à 1817.                          |
|  | Moritz Hauptmann né le 13 octobre 1792 à Dresde mort le 3 janvier 1868 à Leipzig                                                      | 1842–1868 |                                                                            |
|  | Ernst Friedrich Richter né le 24 octobre 1808 à Großschönau (Lausitz) mort le 9 avril 1879 à Leipzig                                  | 1868–1879 |                                                                            |
|  | Wilhelm Rust né le 15 août 1822 à Dessau mort le 2 mai 1892 à Leipzig                                                                 | 1880–1892 |                                                                            |
|  | Gustav Schreck né le 8 septembre 1849 à Zeulenroda mort le 22 janvier 1918 à Leipzig                                                  | 1893–1918 |                                                                            |
|  | Karl Straube né le 6 janvier 1873 à Berlin mort le 27 avril 1950 à Leipzig                                                            | 1918–1939 |                                                                            |
|  | Günther Ramin né le 15 octobre 1898 à Karlsruhe mort le 27 février 1956 à Leipzig                                                     | 1939–1956 |                                                                            |
|  | Kurt Thomas né le 25 mai 1904 à Tönning mort le 31 mars 1973 à Bad Oeynhausen                                                         | 1957–1960 |                                                                            |
|  | Erhard Mauersberger né le 29 décembre 1903 à Mauersberg bei Marienberg mort le 11 décembre 1982 à Leipzig                             | 1961–1972 |                                                                            |
|  | Hans-Joachim Rotzsch né le 25 avril 1929 à Leipzig                                                                                    | 1972–1991 |                                                                            |
|  | Georg Christoph Biller né le 20 septembre 1955 à Nebra (Unstrut) mort le 27 janvier 2022 à Leipzig                                    | 1992-2015 |                                                                            |
|  | Gotthold Schwarz né le 12 août 1952 à Zwickau                                                                                         | 2016-2021 |                                                                            |
|  | Andreas Reize (de) né le 19 mai 1975 à Soleure                                                                                        | 2021-     |                                                                            |

## Sources
- (de) Stefan Altner, Das Thomaskantorat im 19. Jahrhundert. Bewerber und Kandidaten für das Leipziger Thomaskantorat in den Jahren 1842 bis 1918. Quellenstudien zur Entwicklung des Thomaskantorats und des Thomanerchors vom Wegfall der öffentlichen Singumgänge 1837 bis zur ersten Auslandsreise 1920. Passage-Verlag, Leipzig 2006  (ISBN 3-938543-15-9).
- (de) Johann Gottfried Stallbaum, Über den innern Zusammenhang musikalischer Bildung der Jugend mit dem Gesammtzwecke des Gymnasiums. Eine Inauguralrede, nebst biographischen Nachrichten über die Cantoren an der Thomasschule zu Leipzig. Fritzsche, Leipzig 1842
- (de) Corinna Wörner, Zwischen Anpassung und Resistenz. Der Thomanerchor Leipzig in zwei politischen Systemen. Studien und Materialien zur Musikwissenschaft, 123. Georg Olms Verlag (de), Hildesheim 2023  (ISBN 978-3-487-16232-4).